# Пуфешть (комуна)
Пуфешть, Пуфешті (рум. Pufești) — комуна у повіті Вранча в Румунії. До складу комуни входять такі села (дані про населення за 2002 рік):
- Домнешть-Сат (187 осіб)
- Домнешть-Тирг (1337 осіб)
- Пуфешть (1584 особи)
- Чорань (1088 осіб)

Комуна розташована на відстані 193 км на північний схід від Бухареста, 32 км на північ від Фокшан, 132 км на південь від Ясс, 90 км на північний захід від Галаца, 128 км на схід від Брашова.

## Населення
За даними перепису населення 2002 року у комуні проживали 4196 осіб.
Національний склад населення комуни:
| Національність | Кількість осіб | Відсоток |
| -------------- | -------------- | -------- |
| румуни         | 4094           | 97,6%    |
| цигани         | 97             | 2,3%     |
| угорці         | 5              | 0,1%     |

Рідною мовою назвали:
| Мова      | Кількість осіб | Відсоток |
| --------- | -------------- | -------- |
| румунська | 4100           | 97,7%    |
| циганська | 84             | 2,0%     |
| угорська  | 12             | 0,3%     |

Склад населення комуни за віросповіданням:
| Релігія       | Кількість осіб | Відсоток |
| ------------- | -------------- | -------- |
| православні   | 4036           | 96,2%    |
| п'ятдесятники | 96             | 2,3%     |
| римо-католики | 46             | 1,1%     |
| старообрядці  | 12             | 0,3%     |
| адвентисти    | 3              | 0,1%     |
| бретрени      | 2              | < 0,1%   |
| реформати     | 1              | < 0,1%   |